# Dolgellau

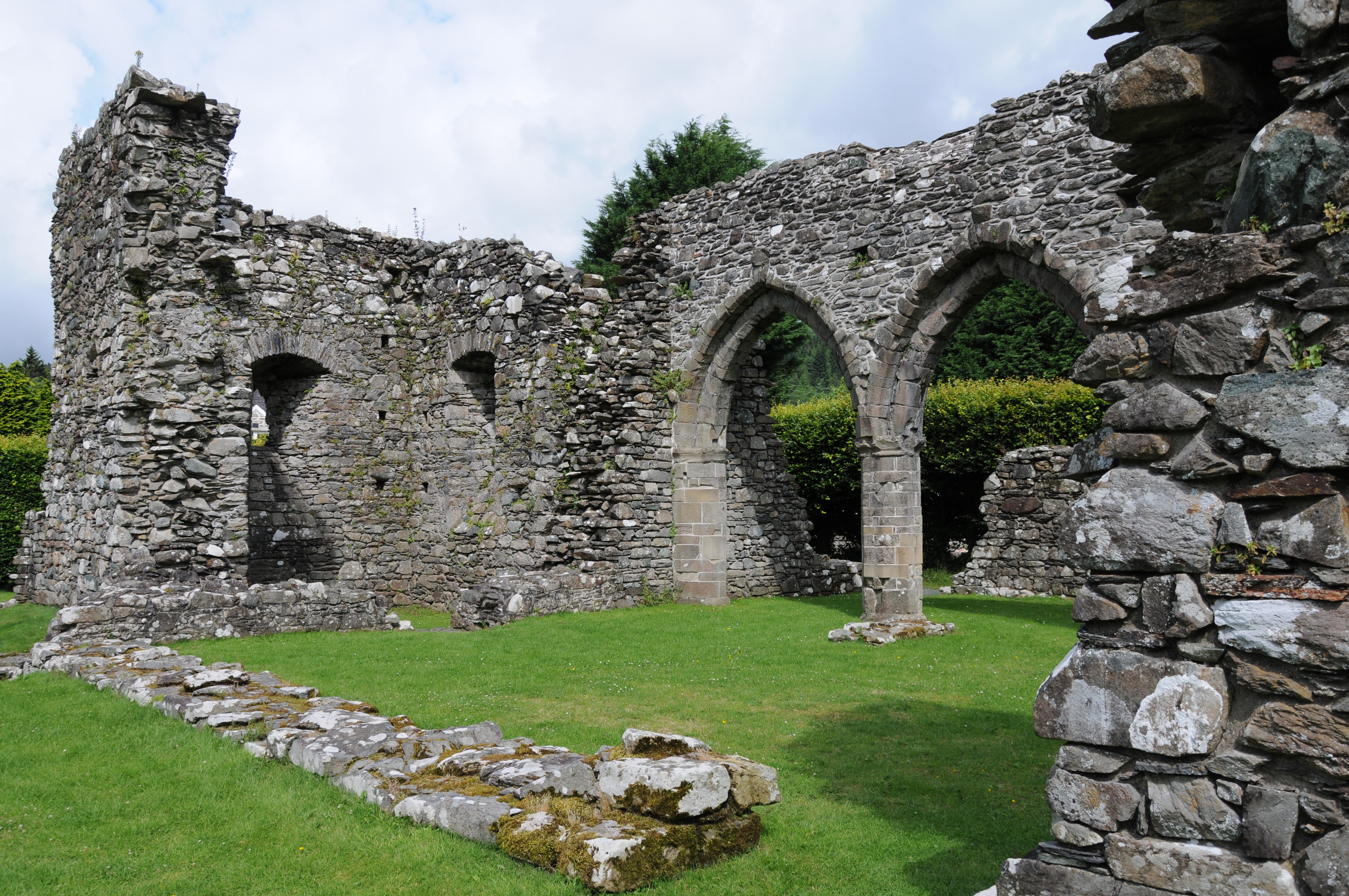
Abadía Cymer.

Dolgellau es una localidad de Gwynedd, al noroeste de Gales, a orillas del río Wnion, un afluente del Mawddach. 
Era la county town del condado histórico de Merionethshire.
Antes de 1958, su nombre se escribía: Dolgelley o Dolgelly en inglés.

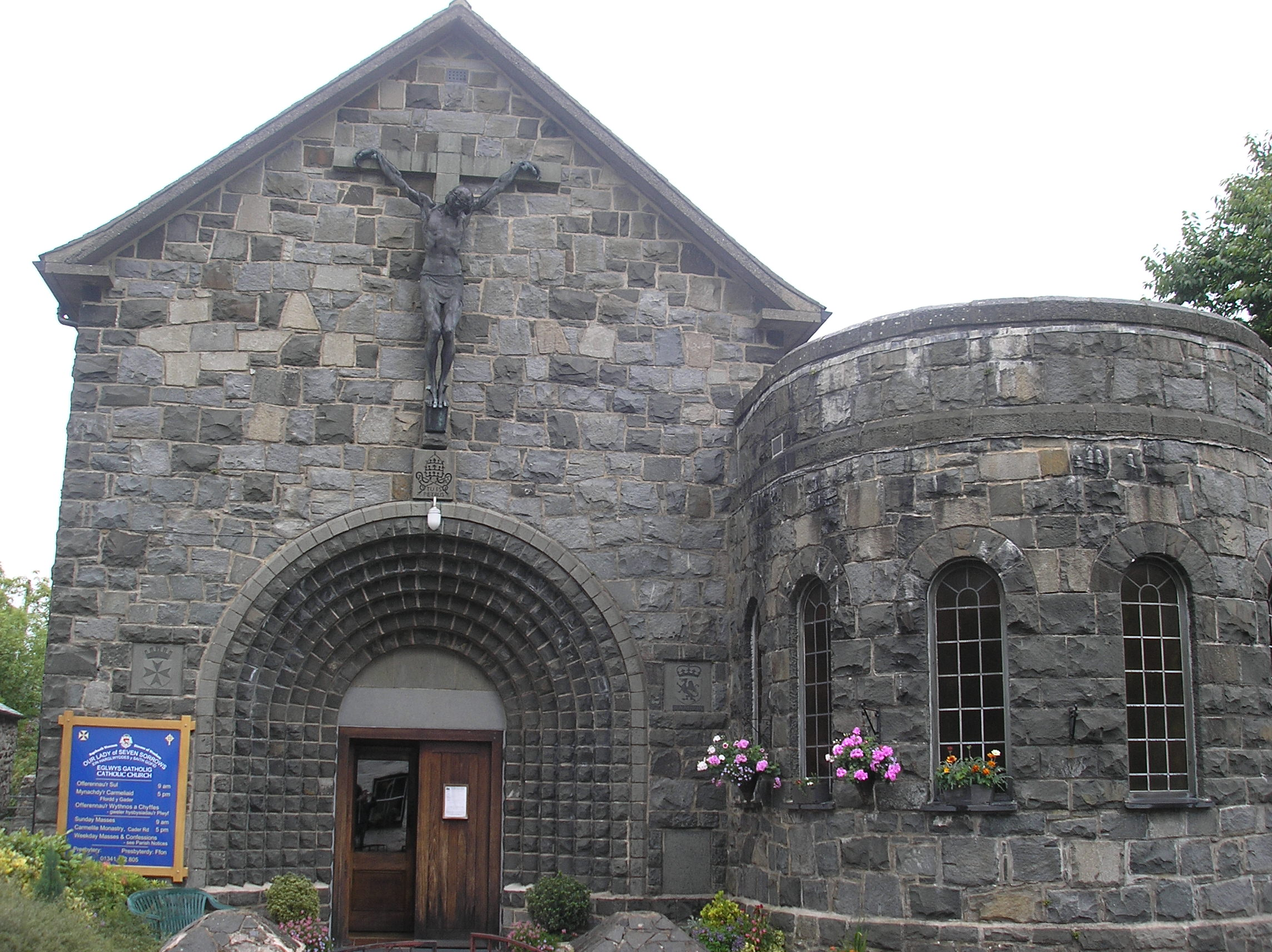
Estatua de Cristo en la iglesia "Our Lady of Seven Sorrows", en Dolgellau, Gales, del artista Giannino Castiglioni, 1966